# 개운동 (원주시)
개운동(開運洞)은 대한민국의 강원특별자치도 원주시에 설치된 동이다.

## 개요
개운동은 원주시청에서 동쪽으로 2.8km 떨어져 있으며, 동쪽은 원주천을 경계로 봉산동 및 반곡관설동, 서쪽과 남쪽은 단구동, 북쪽은 명륜1동 및 원인동과 각각 인접해 있다.
1937년 10월 1일 총독부령 제197호로 원주읍으로 승격하면서 개운정으로 명명되었다. 1945년 일제식 동명 변경에 따라 정(町)을 동(洞)으로 개칭하면서 원주읍 개운동으로 변경되었다. 1955년 9월 1일 원주시로 승격되면서 개운동을 설치하였다.개운동의 뜻은 원주 분지에 짙게 깔렸던 구름이 활짝 걷히고 원주의 운(運)을 연다는 것이다.  개운동은 ‘구만이’·‘궁만동(弓滿洞)’ 등으로도 부르는데 이는 지형이 활처럼 생겨 붙여진 이름이라고도 하고  이 마을에 살던 정병사(鄭兵使)의 집에 활이 가득히 있었기 때문에 그렇게 부른다는 두 가지 유래가 전한다.

## 법정동
- 개운동

## 아파트
| 단지명                | 건설사         | 시행사                   | 주소            | 입주        | 비고                                    |
| --------------------- | -------------- | ------------------------ | --------------- | ----------- | --------------------------------------- |
| 개운 현대             | 고려산업개발㈜ | 고려산업개발㈜           | 남원로606번길 2 | 1998년 9월  |                                         |
| 개운 한신휴플러스 1차 | 한신공영       | 개운1차아파트 재건축조합 | 서원대로 389    | 2006년 12월 | 개운주공 1단지 재건축 2차는 단구동 소재 |

## 교육
- 명륜초등학교
- 상지여자고등학교
- 상지여자중학교
- 원주고등학교